# Honda LPGA Thailand
Le Honda  LPGA Thailand est un tournoi professionnel de golf féminin du circuit de la LPGA qui se dispute en Thaïlande ; il s'agit du premier et du seul tournoi de la LPGA disputé dans ce pays. Créé en 2006, le tournoi se dispute au « Siam Country Club Pattaya Old Course » près de Pattaya depuis 2007, la première édition ayant eu lieu au « Amata Spring Country Club » près de Bangkok. Le tournoi est sponsorisé par le constructeur japonais Honda depuis sa création. Il n'y a pas eu d'édition en 2008. À partir de 2010, le tournoi est également sponsorisé par PTT Public Company Limited (groupe pétrolier public thaïlandais).
En 2020, en raison des restrictions liées à la pandémie de Covid-19, les instances de la LPGA annoncent l'annulation de l'épreuve et son report pour l'année suivante. 
Lors de l'édition 2025, l'Américaine Angel Yin s'impose d'un coup devant la Japonaise Akie Iwai, en établissant le record du tournoi avec une carte de 260.  

## Le champ de joueuses
Le Honda LPGA Thaïlande a la particularité d'être un tournoi à champ réduit. Seules un soixante de joueuses ont accès à cette épreuve et sont sélectionnées en raison de leur classement mondial. 
En 2019, elles étaient 70 joueuses au départ contre 72 en 2021 et seulement 68 en 2022. Disputé sur quatre jours, ce tournoi ne comporte pas Cut. 

## Records du parcours
La Japonaise Akie Iwai détient le record d'un par avec une carte de 61 lors du 4e tour de l'edition 2025.

## Record du tournoi
Lors du dernier tour, en 2018, l'américaine Jessica Korda remportait l'épreuve avec un score de -25, soit un total de 263 coups, face à l'américaine Lexi Thompson (267) et la Thaïlandaise Moriya Jutanugarn (267). Lors de l'édition 2022, la danoise Nanna Koerstz-Madsen établissait un nouveau record, avec un score de -26, à égalité avec la chinoise Xiyu Lin (en). Elles furent départagées en playoff.  

## Différents noms
- 2006-2009, 2011- : « Honda LPGA Thailand »
- 2010 : « Honda PTT LPGA Thailand »

## Palmarès
| Dates | Vainqueur            | Gains totaux ($) | Prime gagnante |
| ----- | -------------------- | ---------------- | -------------- |
| 2006  | Hee-Won Han          | 1 300 000        | 195 000        |
| 2007  | Suzann Pettersen     | 1 300 000        | 195 000        |
| 2008  | Pas de tournoi       | Pas de tournoi   | Pas de tournoi |
| 2009  | Lorena Ochoa         | 1 450 000        | 217 500        |
| 2010  | Ai Miyazato          | 1 300 000        | 195 000        |
| 2011  | Yani Tseng           | 1 450 000        | 217 500        |
| 2012  | Yani Tseng           | 1 500 000        | 225 000        |
| 2013  | Inbee Park           | 1 500 000        | 225 000        |
| 2014  | Anna Nordqvist       | 1 500 000        | 225 000        |
| 2015  | Amy Yang             | 1 500 000        | 225 000        |
| 2016  | Lexi Thompson        | 1 600 000        | 240 000        |
| 2017  | Yang Amy             | 1 600 000        | 240 000        |
| 2018  | Jessica Korda        | 1 600 000        | 240 000        |
| 2019  | Amy Yang             | 1 600 000        | 240 000        |
| 2020  | Annulé               | Annulé           | Annulé         |
| 2021  | Ariya Jutanugarn     | 1 600 000        | 240 000        |
| 2022  | Nanna Koerstz-Madsen | 1 600 000        | 240 000        |
| 2023  | Lilia Vu             | 1 700 000 $      | 25 000 $       |
| 2024  | Patty Tavatanakit    | 1 700 000 $      | 25 000 $       |
| 2025  | Angel Yin            | 1 700 000 $      | 25 000 $       |